# Candice Gilg
Candice Gilg (ur. 27 lipca 1972 w Dakarze) – francuska narciarka, specjalistka narciarstwa dowolnego. Zdobyła złote medale w jeździe po muldach na mistrzostwach świata w La Clusaz oraz na mistrzostwach świata w Iizuna. Jej najlepszym wynikiem olimpijskim jest 5. miejsce w jeździe po muldach na igrzyskach w Lillehammer.
Najlepsze wyniki w Pucharze Świata osiągnęła w sezonie 1995/1996, kiedy to zajęła 4. miejsce w klasyfikacji generalnej, w klasyfikacji jazdy po muldach była trzecia, a w klasyfikacji jazdy po muldach podwójnych wywalczyła małą kryształową kulę. W sezonie 1996/1997 była pierwsza w klasyfikacji jazdy po muldach podwójnych i druga w klasyfikacji jazdy po muldach. W sezonie 1997/1998 była trzecia w klasyfikacji jazdy po muldach podwójnych i druga w klasyfikacji jazdy po muldach. Ponadto w sezonach 1992/1993 i 1993/1994 była trzecia w klasyfikacji jazdy po muldach.
W 1998 r. zakończyła karierę.

## Osiągnięcia

### Igrzyska olimpijskie
| Miejsce | Dzień     | Rok  | Miejscowość | Konkurencja      | Zwycięzca            |
| ------- | --------- | ---- | ----------- | ---------------- | -------------------- |
| 24.     | 13 lutego | 1992 | Albertville | jazda po muldach | Donna Weinbrecht     |
| 5.      | 12 lutego | 1994 | Lillehammer | jazda po muldach | Stine Lise Hattestad |
| DNF     | 11 lutego | 1998 | Nagano      | jazda po muldach | Tae Satoya           |

### Mistrzostwa świata
| Miejsce | Dzień     | Rok  | Miejscowość | Konkurencja      | Zwycięzca            |
| ------- | --------- | ---- | ----------- | ---------------- | -------------------- |
| 6.      | 13 marca  | 1993 | Altenmarkt  | jazda po muldach | Stine Lise Hattestad |
| 1.      | 18 lutego | 1995 | La Clusaz   | jazda po muldach | –                    |
| 1.      | 8 lutego  | 1997 | Iizuna      | jazda po muldach | –                    |

### Puchar Świata

#### Miejsca w klasyfikacji generalnej
- sezon 1988/1989: 54.
- sezon 1989/1990: 37.
- sezon 1990/1991: 55.
- sezon 1991/1992: 55.
- sezon 1992/1993: 13.
- sezon 1993/1994: 12.
- sezon 1994/1995: 14.
- sezon 1995/1996: 4.
- sezon 1996/1997: 7.
- sezon 1997/1998: 8.

#### Miejsca na podium
1. Tignes – 12 grudnia 1992 (jazda po muldach) – 3. miejsce
2. Whistler Blackcomb – 9 stycznia 1993 (jazda po muldach) – 2. miejsce
3. Lake Placid – 22 stycznia 1993 (jazda po muldach) – 3. miejsce
4. Livigno – 17 marca 1993 (jazda po muldach) – 3. miejsce
5. Oberjoch – 20 marca 1993 (jazda po muldach) – 2. miejsce
6. Lillehammer – 27 marca 1993 (jazda po muldach) – 3. miejsce
7. Lillehammer – 27 marca 1993 (jazda po muldach) – 3. miejsce
8. Tignes – 11 grudnia 1993 (jazda po muldach) – 2. miejsce
9. Le Relais – 29 stycznia 1994 (jazda po muldach) – 3. miejsce
10. Le Relais – 29 stycznia 1994 (jazda po muldach) – 2. miejsce
11. La Clusaz – 3 lutego 1994 (jazda po muldach) – 1. miejsce
12. La Clusaz – 3 lutego 1994 (jazda po muldach) – 1. miejsce
13. Kirchberg – 6 marca 1994 (jazda po muldach) – 3. miejsce
14. Hasliberg – 12 marca 1994 (jazda po muldach) – 3. miejsce
15. Tignes – 15 grudnia 1994 (jazda po muldach) – 3. miejsce
16. Tignes – 15 grudnia 1994 (jazda po muldach) – 2. miejsce
17. Whistler Blackcomb – 7 stycznia 1995 (jazda po muldach) – 1. miejsce
18. Le Relais – 21 stycznia 1995 (jazda po muldach) – 3. miejsce
19. Oberjoch – 3 lutego 1995 (jazda po muldach) – 3. miejsce
20. Oberjoch – 3 lutego 1995 (jazda po muldach) – 3. miejsce
21. Kirchberg – 22 lutego 1995 (jazda po muldach) – 2. miejsce
22. Kirchberg – 22 lutego 1995 (jazda po muldach) – 1. miejsce
23. Lillehammer – 5 marca 1995 (jazda po muldach) – 3. miejsce
24. Tignes – 10 grudnia 1995 (jazda po muldach) – 3. miejsce
25. Tignes – 10 grudnia 1995 (jazda po muldach) – 2. miejsce
26. Tignes – 11 grudnia 1995 (muldy podwójne) – 3. miejsce
27. La Plagne – 16 grudnia 1995 (jazda po muldach) – 3. miejsce
28. La Plagne – 16 grudnia 1995 (jazda po muldach) – 1. miejsce
29. Lake Placid – 5 stycznia 1996 (jazda po muldach) – 3. miejsce
30. Lake Placid – 5 stycznia 1996 (jazda po muldach) – 3. miejsce
31. Whistler Blackcomb – 13 stycznia 1996 (jazda po muldach) – 2. miejsce
32. Whistler Blackcomb – 13 stycznia 1996 (jazda po muldach) – 2. miejsce
33. Breckenridge – 19 stycznia 1996 (jazda po muldach) – 2. miejsce
34. Breckenridge – 19 stycznia 1996 (jazda po muldach) – 3. miejsce
35. Mont Tremblant – 27 stycznia 1996 (jazda po muldach) – 3. miejsce
36. Kirchberg – 4 lutego 1996 (jazda po muldach) – 3. miejsce
37. Kirchberg – 4 lutego 1996 (jazda po muldach) – 2. miejsce
38. La Clusaz – 14 lutego 1996 (jazda po muldach) – 3. miejsce
39. La Clusaz – 15 lutego 1996 (muldy podwójne) – 1. miejsce
40. Hundfjället – 6 marca 1996 (jazda po muldach) – 2. miejsce
41. Hundfjället – 6 marca 1996 (jazda po muldach) – 2. miejsce
42. Hundfjället – 7 marca 1996 (muldy podwójne) – 2. miejsce
43. Altenmarkt – 15 marca 1996 (jazda po muldach) – 3. miejsce
44. Hasliberg – 23 marca 1996 (jazda po muldach) – 2. miejsce
45. Hasliberg – 23 marca 1996 (jazda po muldach) – 1. miejsce
46. Tignes – 6 grudnia 1996 (jazda po muldach) – 2. miejsce
47. Tignes – 6 grudnia 1996 (jazda po muldach) – 1. miejsce
48. Tignes – 8 grudnia 1996 (muldy podwójne) – 3. miejsce
49. Mont Tremblant – 9 stycznia 1997 (jazda po muldach) – 3. miejsce
50. Mont Tremblant – 9 stycznia 1997 (jazda po muldach) – 2. miejsce
51. Whistler Blackcomb – 18 stycznia 1997 (muldy podwójne) – 2. miejsce
52. Kirchberg – 21 lutego 1997 (muldy podwójne) – 1. miejsce
53. Altenmarkt – 7 marca 1997 (jazda po muldach) – 2. miejsce
54. Hundfjället – 15 marca 1997 (muldy podwójne) – 3. miejsce
55. Tignes – 6 grudnia 1997 (muldy podwójne) – 1. miejsce
56. La Plagne – 19 grudnia 1997 (jazda po muldach) – 2. miejsce
57. La Plagne – 19 grudnia 1997 (jazda po muldach) – 2. miejsce
58. Mont Tremblant – 11 stycznia 1998 (jazda po muldach) – 3. miejsce
59. Mont Tremblant – 11 stycznia 1998 (jazda po muldach) – 1. miejsce
60. Whistler Blackcomb – 24 stycznia 1998 (jazda po muldach) – 2. miejsce
61. Châtel – 28 lutego 1998 (muldy podwójne) – 1. miejsce
62. Hundfjället – 10 marca 1998 (muldy podwójne) – 2. miejsce

- W sumie 12 zwycięstw, 22 drugie i 28 trzecich miejsc.